# Hyrdebrevet af 3. oktober 1943
Hyrdebrevet 3. oktober 1943 var det første af i alt tre hyrdebreve, som blev udsendt til oplæsning i landets kirker af landets biskopper. Brevet er udformet af Københavns biskop Hans Fuglsang-Damgaard og udsendt den 29. september. Brevet blev skrevet i protest mod den nærtforestående jødeaktion den 1. og 2. oktober 1943.
Hyrdebrevet fik efterfølgende tilslutning af landets øvrige biskopper, efter dets udsendelse på nær Hans Øllgaard (biskop), som udformede sit eget.

## Indhold
Landets Biskopper har under 29. Sept. d. A. gennem Departementscheferne tilstillet de ledende tyske Myndigheder en Skrivelse af følgende Indhold:
Den danske Kirkes Stilling til Jødespørgsmålet.
Overalt, hvor der rejses Forfølgelse af Jøder som saadanne af racemæssige eller religiøse Grunde, er den kristne Kirkes Pligt at protestere derimod.
1. Fordi vi aldrig vil kunne glemme, at Kirkens Herre, Jesus Kristus fødtes i Betlehem af Jomfru Maria i Følge Guds forjættelse til hans Ejendomsfolk, Israel. Jødefolkets Historie indtil Kristi Fødsel rummer Forberedelsen til den frelse, Gud har beredt alle Mennesker i Kristus. Dette kendetegnes ved, at det gamle Testamente er en Del af vor Bibel.
2. Fordi Forfølgelse af Jøder strider imod den Menneskeopfattelse og Næstekærligheden som er en Følge af det Budskab, Jesu Kristi Kirke er sat til at forkynde. Kristus kender ikke Personanseelse, og han har lært os at se, at ethvert Menneskeliv er dyrebart i Guds Øjne. >>Her er ikke Jøde og Græker; her er ikke Træl eller fri; her er ikke Mand og Kvinde; thi alle er i een i Kristus Jesus. << (Gal, 3,28.)
3. Fordi det strider imod den Retsbevidsthed, som raader i det danske Folk, nedfældet i vor dansk-kristne Kultur gennem Aarhundreder. I Henhold hertil har alle danske statsborger efter Grundlovens Ord lige Ret og Ansvar for Loven og Religionsfrihed samt Ret til at udøve vor Gudsdyrkelse efter Kaldelse og Samvittighed og saaledes, at Race og Religion aldrig i sig selv kan blive Anledning til, at et Menneske berøves Rettigheder, Frihed eller Ejendom. Uanset afvigende religiøs Anskuelser vil vi kæmpe for, at vor jødiske Brødre og Søstre bevarer den samme Frihed, som vi selv sætter højere end Livet.
Der findes hos den danske Kirkes Ledere en klar Forstaaelse af vor Forpligtigelse til at være lovlydige Borgere, som ikke utidigt sætter sig op mod dem, der øver Myndighed over os, men samtidig er vi i vor Samvittighed bundne til at hævde Retten og protestere imod enhver Krænkelse; derfor vil vi i givet Fald utvetydigt vedkende os Ordet om, at vi skal adlyde Gud mere end Mennesker.

Paa Biskoppernes Vegne
H. Fuglsang Damgaard.